# Andrea Miklós
Andrea Miklós (Cluj-Napoca, 17 de abril de 1999) es una deportista rumana que compite en atletismo, especialista en las carreras de velocidad.
Ganó una medalla de bronce en el Campeonato Mundial de Atletismo en Pista Cubierta de 2016, en el relevo 4 × 400 m En los Juegos Europeos de Cracovia 2023 consiguió una medalla de bronce en la prueba de 400 m.

## Palmarés internacional
| Campeonato Mundial en Pista Cubierta | Campeonato Mundial en Pista Cubierta | Campeonato Mundial en Pista Cubierta | Campeonato Mundial en Pista Cubierta |
| Año                                  | Lugar                                | Medalla                              | Prueba                               |
| ------------------------------------ | ------------------------------------ | ------------------------------------ | ------------------------------------ |
| 2016                                 | Portland (Estados Unidos)            | Medalla de bronce                    | 4 × 400 m                            |
| Juegos Europeos                      |                                      |                                      |                                      |
| Año                                  | Lugar                                | Medalla                              | Prueba                               |
| 2023                                 | Chorzów (Polonia)                    | Medalla de bronce                    | 400 m                                |